# Sân vận động Kapten I Wayan Dipta

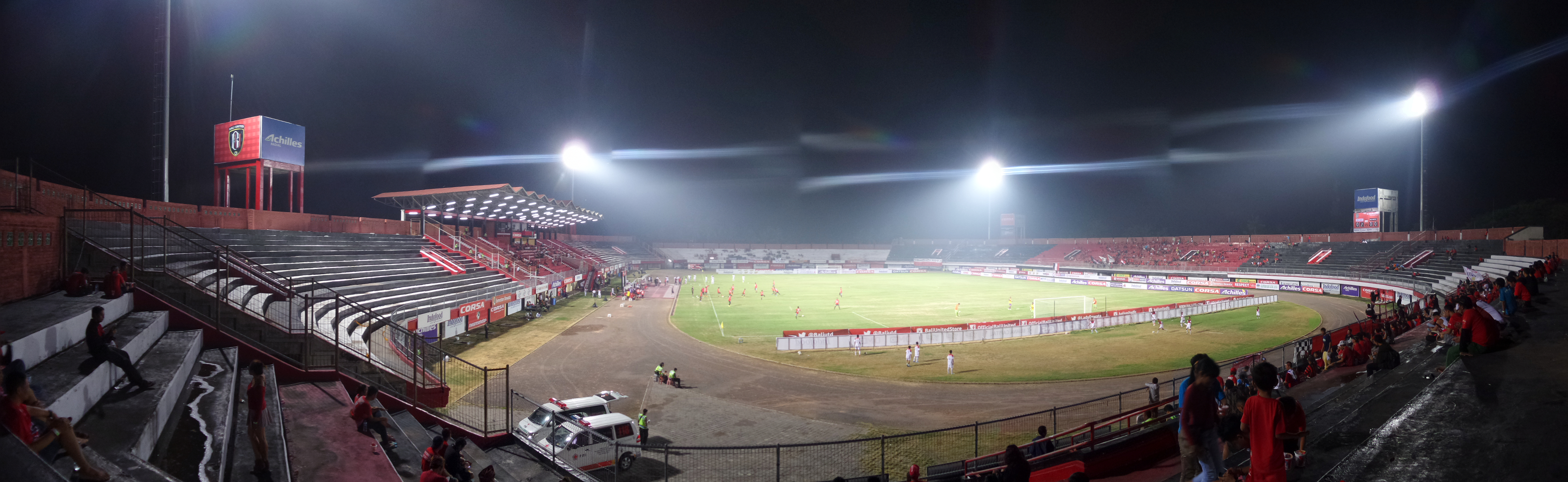
Toàn cảnh sân vận động, 2016

Sân vận động Kapten I Wayan Dipta (tiếng Indonesia: Stadion Kapten I Wayan Dipta) là một sân vận động đa năng ở Huyện Gianyar, Bali, Indonesia. Đây là sân nhà của câu lạc bộ Indonesia Liga 1 Bali United. Sân có sức chứa 23.081 khán giả.

## Lịch sử
Bali United thi đấu các trận đấu trên sân nhà tại Sân vận động Kapten I Wayan Dipta từ năm 2014, sau khi câu lạc bộ chuyển trụ sở từ Samarinda sang Bali. 5 tỷ rupiah đã được chi để cải tạo sân vận động, bao gồm bổ sung hệ thống chiếu sáng mới, nâng cấp các phòng thay đồ, sơn lại một số phần của sân vận động, sửa chữa nhà vệ sinh cũng như nâng cấp các cơ sở khác.

## Dịch vụ và cơ sở vật chất

### Cửa hàng Bali United
Cửa hàng Bali United là cửa hàng chính thức của Bali United. Cửa hàng mở cửa cho công chúng vào ngày 19 tháng 3 năm 2016 và nó nằm ở cuối khán đài phía nam của sân vận động, chính xác là bên cạnh cổng số 5.
Cửa hàng được cải tạo sau khi hoạt động được khoảng một năm, bằng cách mở rộng diện tích cửa hàng. Vào ngày 9 tháng 6 năm 2017, Phó huyện trưởng Gianyar Made Mahayastra đã khánh thành cửa hàng Bali United sau khi được cải tạo. Có một điều được coi là mới mẻ sau khi cải tạo, đó là sân khấu được lắp đặt để tổ chức các chương trình gặp gỡ của những cổ động viên với các cầu thủ của Bali United.

### Biển quảng cáo LED
Ban lãnh đạo của Bali United đã tạo ra một bước đột phá mới liên quan đến diện mạo của Sân vận động Kapten I Wayan Dipta bằng cách lắp đặt biển quảng cáo LED. Giám đốc điều hành của Bali United Yabes Tanuri cho biết, việc lắp đặt biển quảng cáo LED nhằm mục đích làm cho quang cảnh sân vận động trở nên thú vị hơn. Ngoài ra, ông cũng đề cập rằng việc lắp đặt biển quảng cáo LED nhằm mục đích tạo cơ hội quảng bá kinh doanh cho các doanh nghiệp địa phương thông qua các trận đấu của Bali United.
Quá trình lắp đặt biển quảng cáo LED được thực hiện vào ngày 12 tháng 10 năm 2017 và bắt đầu hoạt động vào ngày 20 tháng 10 năm 2017 trong trận đấu trên sân nhà với PS TNI.

### Bali United Cafe
Bali United Cafe được khai trương vào ngày 5 tháng 6 năm 2018 bằng cách thực hiện nghi lễ melaspas (lễ khánh thành công trình mới ở Bali). Quán cà phê nằm ở phía Tây Nam của Sân vận động Kapten I Wayan Dipta hoặc chính xác hơn là dưới khán đài cánh phía Nam. Du khách có thể xem trận đấu của Bali United từ bên trong Bali United Cafe. Bali United Cafe hoạt động hằng ngày từ 11:00 đến 23:00 theo giờ chuẩn miền Trung Indonesia. Ngoài ra còn có một cửa hàng mini nằm trong khu vực của Bali United Cafe.

### Bali United Playland
Ban lãnh đạo của Bali United cũng đã công bố Bali United Playland cùng với việc khánh thành Bali United Cafe. Bali United Playland là khu vui chơi rất thoải mái và vui nhộn dành cho trẻ em. Ban lãnh đạo muốn tạo sự thoải mái cho những cổ động viên đến sân có mang theo trẻ em.

## Mở rộng
Bali United đã thực hiện một số công việc cải tạo sân vận động cho giải đấu châu Á vào năm 2018. Các công việc cải tạo bao gồm sửa chữa và tăng số lượng nhà vệ sinh cũng như cải thiện chất lượng đèn chiếu sáng của sân vận động. Đèn pha của sân hiện có độ sáng là 1.200 lux, đáp ứng tiêu chuẩn của AFC.
Ngoài ra, ban quản lý đã lên kế hoạch tăng sức chứa của sân vận động: 600 chỗ ngồi cho khán đài cánh phía nam và 600 chỗ ngồi cho khán đài phía nam. Vì vậy, có thêm tổng cộng 1.200 chỗ ngồi, nâng tổng sức chứa lên 26.200 chỗ ngồi. Công việc nâng cấp, mở rộng khán đài chính được bắt đầu bằng cách đặt viên đá đầu tiên từ ngày 3 tháng 11 năm 2017. Quá trình mở rộng sức chứa của khán đài mất khoảng hai tháng rưỡi và đã được hoàn thành vào đầu năm 2018. Sau khi lắp đặt ghế ở khán đài phía Đông, sân hiện có sức chứa 22.931 chỗ ngồi.
Sau khi sân vận động này được chọn làm địa điểm tổ chức Giải vô địch bóng đá U-20 thế giới 2021, công việc cải tạo sân vận động đã được thực hiện. Vào đầu năm 2020, nhiều ghế ngồi đã được lắp đặt bổ sung trên khán đài như một nỗ lực để biến sân vận động này trở thành một sân vận động toàn chỗ ngồi, đáp ứng các tiêu chí để tổ chức giải đấu.